# Andrew J. West
Andrew James West (Merrillville, 22 de novembro de 1983) é um ator americano. Já apareceu em filmes, séries de televisão e curta-metragens. Ele é mais conhecido por sua interpretação de Fisher, na comédia dramática Greek, do canal de televisão ABC Family. Mais recentemente, interpretou o vilão Gareth, na série de horror The Walking Dead, da AMC. Ele apareceu como ator convidado na quarta temporada da série, e foi promovido ao elenco regular na quinta temporada. Protagonizou também a série Once Upon a Time como o personagem Henry Mills adulto, na 7ª temporada.

## Filmografia
| Ano  | Título                           | Personagem              | Notas              |
| ---- | -------------------------------- | ----------------------- | ------------------ |
| 2006 | The Last Night                   | Joe Pinski              | Curta-metragem     |
| 2006 | On Being-in-and-of the Classroom | Empresário              | Curta metragem     |
| 2007 | Onionhead                        | Guy                     | Curta-metragem     |
| 2008 | Cinco de Mayo                    | Scott                   | Curta-metragem     |
| 2009 | Dialogues                        | Dustin Hoffman          |                    |
| 2009 | Coup de Grace                    | Chris                   | Curta-metragem     |
| 2009 | Nothing for Something            | Lyle                    | Curta-metragem     |
| 2010 | Who Gets the Parents             | Mitch                   | Série de televisão |
| 2010 | Walter                           | Walter Benjamin         | Curta-metragem     |
| 2011 | Family Practice                  | Adam Foote              | Série de televisão |
| 2012 | The Distance Between             | Ian                     | Curta-metragem     |
| 2014 | Bipolar                          | Harry Poole/Edward Grey |                    |
| 2014 | Walter                           | Walter                  |                    |

| Ano       | Título                                | Personagem        | Notas                                |
| --------- | ------------------------------------- | ----------------- | ------------------------------------ |
| 2008–2009 | Privileged                            | Max               | 4 episódios                          |
| 2008      | Rita Rocks                            | Craiger           | 1 episódio                           |
| 2009–2010 | Greek                                 | Fisher            | Temporadas 2-3 (12 episódios)        |
| 2009      | Rockville CA                          | Hunter            | 19 episódios                         |
| 2009      | Bones                                 | Josh Parsons      | 1 episódio                           |
| 2009      | Ghost Whisperer                       | Jake Olmstead     | 1 episódio                           |
| 2010      | Nip/Tuck                              | Christian (jovem) | 1 episódio                           |
| 2010      | CSI: NY                               | Johnny Cook       | 1 episódio                           |
| 2010      | Dark Blue                             | Reid Wagner       | 1 episódio                           |
| 2010      | CSI: Crime Scene Investigation        | Pitchman Larry    | 1 episódio                           |
| 2010      | $#*! My Dad Says                      | Dr. Ted Barron    | 1 episódio                           |
| 2011      | Body of Proof                         | Shane Smith       | 1 episódio                           |
| 2012      | Castle                                | Keith             | 1 episódio                           |
| 2014      | Suburgatory                           | Mark              | 1 episódio                           |
| 2014      | The Walking Dead                      | Gareth            | Duas temporadas: 4 e 5 (4 episódios) |
| 2015      | Under The Dome                        | Pete Blackwell    | Temporada 3 (episódios 3,4 e 13)     |
| 2016      | Dead of Summer                        | Damon Crowley     | Temporada 1                          |
| 2017–2018 | Once Upon a Time (série de televisão) | Henry Mills       | Temporada 7                          |